# 2019년 7월
| 2019년: 1월 · 2월 · 3월 · 4월 · 5월 · 6월 · 7월 · 8월 · 9월 · 10월 · 11월 · 12월 |

| \| 2019년 7월 1일 (월요일) \| \| 편집 \| |  |      |
| 국제 관계 - 일본이 상업적인 고래 사냥(포경)을 31년만에 재개하였다. 일본은 지난 2018년 12월 26일에 국제포경위원회(IWC)의 탈퇴와 상업 포경 재개 의사를 공식화한 바 있다. 포경 재개와 관련하여 일본 농림수산성은 연간 포획 상한선을 383마리로 정했으며, 이에 따른 2019년 연말까지의 상한선은 227마리인 것으로 알려졌다. |  |      |
| 2019년 7월 1일 (월요일) |  | 편집 |

| 2019년 7월 1일 (월요일) |  | 편집 |

| \| 2019년 7월 2일 (화요일) \| \| 편집 \| |  |      |
|                                          |  |      |
| 2019년 7월 2일 (화요일)                  |  | 편집 |

| 2019년 7월 2일 (화요일) |  | 편집 |

| \| 2019년 7월 3일 (수요일) \| \| 편집 \| |  |      |
|                                          |  |      |
| 2019년 7월 3일 (수요일)                  |  | 편집 |

| 2019년 7월 3일 (수요일) |  | 편집 |

| \| 2019년 7월 4일 (목요일) \| \| 편집 \|                                                                         |  |      |
| 국제 관계 - 일본이 대한민국에 플루오린화 수소 등 3개 품목에 대해 포괄 수출 허가에서 개별 수출 허가로 변경하였다. |  |      |
| 2019년 7월 4일 (목요일)                                                                                          |  | 편집 |

| 2019년 7월 4일 (목요일) |  | 편집 |

| \| 2019년 7월 5일 (금요일) \| \| 편집 \| |  |      |
|                                          |  |      |
| 2019년 7월 5일 (금요일)                  |  | 편집 |

| 2019년 7월 5일 (금요일) |  | 편집 |

| \| 2019년 7월 6일 (토요일) \| \| 편집 \| |  |      |
|                                          |  |      |
| 2019년 7월 6일 (토요일)                  |  | 편집 |

| 2019년 7월 6일 (토요일) |  | 편집 |

| \| 2019년 7월 7일 (일요일) \| \| 편집 \| |  |      |
| 경제와 비즈니스 - AMD가 새로운 컴퓨터 중앙 처리 장치(CPU)인 젠 2를 발매하였다. 7나노미터 공정의 마이크로아키텍처 노드 공정이 적용된 것으로 알려졌다. |  |      |
| 2019년 7월 7일 (일요일) |  | 편집 |

| 2019년 7월 7일 (일요일) |  | 편집 |

| \| 2019년 7월 8일 (월요일) \| \| 편집 \| |  |      |
|                                          |  |      |
| 2019년 7월 8일 (월요일)                  |  | 편집 |

| 2019년 7월 8일 (월요일) |  | 편집 |

| \| 2019년 7월 9일 (화요일) \| \| 편집 \| |  |      |
|                                          |  |      |
| 2019년 7월 9일 (화요일)                  |  | 편집 |

| 2019년 7월 9일 (화요일) |  | 편집 |

| \| 2019년 7월 10일 (수요일) \| \| 편집 \| |  |      |
| 스포츠 - 메이저 리그 베이스볼 올스타전: 메이저 리그 베이스볼(MLB) 올스타전이 클리블랜드 프로그레시브 필드 구장에서 진행되었다. 4:3으로 아메리칸 리그 팀이 승리하였다. 아메리칸 리그 선발로는 저스틴 벌랜더(휴스턴 애스트로스), 내셔널 리그 선발로는 류현진(로스앤젤레스 다저스)이 각각 등판하였으며, 경기 최우수 선수로는 셰인 비버(Shane Bieber, 클리블랜드 인디언스)가 선정되었다. |  |      |
| 2019년 7월 10일 (수요일) |  | 편집 |

| 2019년 7월 10일 (수요일) |  | 편집 |

| \| 2019년 7월 11일 (목요일) \| \| 편집 \| |  |      |
|                                           |  |      |
| 2019년 7월 11일 (목요일)                  |  | 편집 |

| 2019년 7월 11일 (목요일) |  | 편집 |

| \| 2019년 7월 12일 (금요일) \| \| 편집 \|                                                                              |  |      |
| 스포츠 - 2019년 세계 수영 선수권 대회: 2019년 대회가 대한민국 광주광역시에서 개최되었다. 대회는 7월 28일까지 진행된다. |  |      |
| 2019년 7월 12일 (금요일)                                                                                               |  | 편집 |

| 2019년 7월 12일 (금요일) |  | 편집 |

| \| 2019년 7월 13일 (토요일) \| \| 편집 \| |  |      |
|                                           |  |      |
| 2019년 7월 13일 (토요일)                  |  | 편집 |

| 2019년 7월 13일 (토요일) |  | 편집 |

| \| 2019년 7월 14일 (일요일) \| \| 편집 \| |  |      |
| 재해 - 2019년 북말루쿠주 지진: 인도네시아 북말루쿠주 할마헤라섬 남쪽에서 모멘트 규모(MW) 7.3의 지진이 발생하였다. 지진으로 최소 10명이 숨지고, 129명이 부상을 입었으며, 5만여 명의 이재민이 발생하였다. |  |      |
| 2019년 7월 14일 (일요일) |  | 편집 |

| 2019년 7월 14일 (일요일) |  | 편집 |

| \| 2019년 7월 15일 (월요일) \| \| 편집 \| |  |      |
|                                           |  |      |
| 2019년 7월 15일 (월요일)                  |  | 편집 |

| 2019년 7월 15일 (월요일) |  | 편집 |

| \| 2019년 7월 16일 (화요일) \| \| 편집 \| |  |      |
| 정치와 선거 - 유럽 연합 집행위원회 위원장에 독일의 정치인 우르줄라 폰데어라이엔이 선출되었다. 위원장 임기는 5년이다. - 대한민국의 정치인 정두언이 63세를 일기로 숨졌다. 제17·18·19대 대한민국의 국회의원을 지냈다. |  |      |
| 2019년 7월 16일 (화요일) |  | 편집 |

| 2019년 7월 16일 (화요일) |  | 편집 |

| \| 2019년 7월 17일 (수요일) \| \| 편집 \|                                                           |  |      |
| 보건 - 세계 보건 기구(WHO)가 민주콩고와 우간다의 에볼라 유행을 국제 공중보건 비상사태로 선언하였다. |  |      |
| 2019년 7월 17일 (수요일)                                                                            |  | 편집 |

| 2019년 7월 17일 (수요일) |  | 편집 |

| \| 2019년 7월 18일 (목요일) \| \| 편집 \| |  |      |
| 경제와 비즈니스 - 한국은행 기준금리: 한국은행이 금리 인하를 결정하였다. 이에 따라 기존 2018년 11월 30일 인상된 1.75% 수준의 금리는 1.50%로 낮아진다. 한국은행 기준 금리가 인하되는 것은 2016년 6월 이후 3년 1개월만으로, 한국은행은 2017년 11월과 2018년 11월 각각 0.25%p씩 인상한 바 있다. 국제 관계 - 대한민국과 북마케도니아가 대사급 외교 관계를 수립하였다. 법과 범죄 - 교토 애니메이션 방화 사건: 일본 교토부의 교토 애니메이션 스튜디오에서 방화로 인한 화재가 발생하여 33명이 숨지고 36명이 다쳤다. 부상자 중에는 한국인 1명이 포함된 것으로 알려졌다. |  |      |
| 2019년 7월 18일 (목요일) |  | 편집 |

| 2019년 7월 18일 (목요일) |  | 편집 |

| \| 2019년 7월 19일 (금요일) \| \| 편집 \|                                                                                                  |  |      |
| 무력 충돌과 공격 - 아프가니스탄 카불 대학교에서 차량을 이용한 폭탄 테러가 발생하였다. 이로 인하여 최소 8명이 숨지고, 33명이 부상을 입었다. |  |      |
| 2019년 7월 19일 (금요일) |  | 편집 |

| 2019년 7월 19일 (금요일) |  | 편집 |

| \| 2019년 7월 20일 (토요일) \| \| 편집 \| |  |      |
|                                           |  |      |
| 2019년 7월 20일 (토요일)                  |  | 편집 |

| 2019년 7월 20일 (토요일) |  | 편집 |

| \| 2019년 7월 21일 (일요일) \| \| 편집 \| |  |      |
| 정치와 선거 - 제25회 일본 참의원 의원 통상선거: 일본에서 참의원 선출을 위한 선거가 실시되었다. - 2019년 군마현지사 선거: 일본 군마현의 지사를 선출하기 위한 선거가 실되었다. |  |      |
| 2019년 7월 21일 (일요일) |  | 편집 |

| 2019년 7월 21일 (일요일) |  | 편집 |

| \| 2019년 7월 22일 (월요일) \| \| 편집 \|                          |  |      |
| 정치와 선거 - 중화인민공화국의 정치인 리펑이 91세를 일기로 숨졌다. |  |      |
| 2019년 7월 22일 (월요일)                                           |  | 편집 |

| 2019년 7월 22일 (월요일) |  | 편집 |

| \| 2019년 7월 23일 (화요일) \| \| 편집 \|                         |  |      |
| 정치와 선거 - 영국의 총리에 보수당 당수 보리스 존슨이 취임하였다. |  |      |
| 2019년 7월 23일 (화요일)                                          |  | 편집 |

| 2019년 7월 23일 (화요일) |  | 편집 |

| \| 2019년 7월 24일 (수요일) \| \| 편집 \| |  |      |
|                                           |  |      |
| 2019년 7월 24일 (수요일)                  |  | 편집 |

| 2019년 7월 24일 (수요일) |  | 편집 |

| \| 2019년 7월 25일 (목요일) \| \| 편집 \|                                      |  |      |
| 법과 범죄 - 대한민국 검찰총장에 윤석열 서울중앙지방검찰청 검사장이 임명되었다. |  |      |
| 2019년 7월 25일 (목요일)                                                       |  | 편집 |

| 2019년 7월 25일 (목요일) |  | 편집 |

| \| 2019년 7월 26일 (금요일) \| \| 편집 \| |  |      |
| 스포츠 - 서울월드컵경기장에서 유벤투스 FC를 초청한, 대한민국 K리그 올스타팀과의 친선경기가 진행되었다. 경기 결과는 3:3으로 비겼다. K리그 올스타팀이 꾸려졌으나, 한국프로축구연맹이 주관한 경기가 아니라, 정식적인 K리그 올스타전은 아니다. 이 경기는 당초 크리스티아누 호날두가 출장하는 것으로 알려졌으나, 경기에 나서지 않으면서, 이후 여러 논란이 빚어졌다. |  |      |
| 2019년 7월 26일 (금요일) |  | 편집 |

| 2019년 7월 26일 (금요일) |  | 편집 |

| \| 2019년 7월 27일 (토요일) \| \| 편집 \| |  |      |
|                                           |  |      |
| 2019년 7월 27일 (토요일)                  |  | 편집 |

| 2019년 7월 27일 (토요일) |  | 편집 |

| \| 2019년 7월 28일 (일요일) \| \| 편집 \| |  |      |
| 스포츠 - 2019년 투르 드 프랑스 대회에서 에간 베르날(Egan Bernal, 22세)이 우승하였다. 대회 사상 콜롬비아 선수로서는 첫 우승자이면서, 최연소 우승자이다. |  |      |
| 2019년 7월 28일 (일요일) |  | 편집 |

| 2019년 7월 28일 (일요일) |  | 편집 |

| \| 2019년 7월 29일 (월요일) \| \| 편집 \|                                                                 |  |      |
| 법과 범죄 - 브라질 파라주의 알타미라에 위치한 교도소에서 폭동이 발생, 최소 57명이 사망한 것으로 알려졌다. |  |      |
| 2019년 7월 29일 (월요일)                                                                                  |  | 편집 |

| 2019년 7월 29일 (월요일) |  | 편집 |

| \| 2019년 7월 30일 (화요일) \| \| 편집 \| |  |      |
|                                           |  |      |
| 2019년 7월 30일 (화요일)                  |  | 편집 |

| 2019년 7월 30일 (화요일) |  | 편집 |

| \| 2019년 7월 31일 (수요일) \| \| 편집 \| |  |      |
| 경제와 비즈니스 - 미국 연방준비제도 이사회의 연방공개시장위원회(FOMC)가 30일과 31일 양일간의 정례 회의를 갖고, 기준금리의 0.25% 인하를 결정하였다. 이에 따라 2018년 12월 19일 인상된 이후 동결되어온 기존 금리(2.25%에서 2.5%)는 2.00~2.25% 수준으로 낮아진다. 미국의 금리 인하는 2008년 12월 이후 10년 7개월여 만이다. 국제 관계 - 미국과 중화인민공화국이 무역 분쟁과 관련한 제12차 고위급 회담을 진행하였다. 회담의 성과는 없었으나, 오는 9월 관련 회담을 재개한다는 점에는 합의한 것으로 알려졌다. 문화와 예술 - 대한민국의 성우 박일이 69세를 일기로 숨졌다. |  |      |
| 2019년 7월 31일 (수요일) |  | 편집 |

| 2019년 7월 31일 (수요일) |  | 편집 |

| <          | 2019년 7월  | 2019년 7월 | 2019년 7월 | 2019년 7월 | 2019년 7월 | >          |
| 일         | 월          | 화         | 수         | 목         | 금         | 토         |
|            | 1 5.29 기해 | 2 30 경자  | 3 6.1 신축 | 4 2 임인   | 5 3 계묘   | 6 4 갑진   |
| 7 5 을사   | 8 6 병오    | 9 7 정미   | 10 8 무신  | 11 9 기유  | 12 10 경술 | 13 11 신해 |
| 14 12 임자 | 15 13 계축  | 16 14 갑인 | 17 15 을묘 | 18 16 병진 | 19 17 정사 | 20 18 무오 |
| 21 19 기미 | 22 20 경신  | 23 21 신유 | 24 22 임술 | 25 23 계해 | 26 24 갑자 | 27 25 을축 |
| 28 26 병인 | 29 27 정묘  | 30 28 무진 | 31 29 기사 |            |            |            |

| - 2019년 - 6월 - 7월 - 8월 - 7월 21일 - 일본 참의원 선거 - 일본 군마현지사 선거 편집하기 |